# Epirrhoe ochreata
Epirrhoe ochreata là một loài bướm đêm trong họ Geometridae.